# ピーザ・スクラム (海防戦艦)

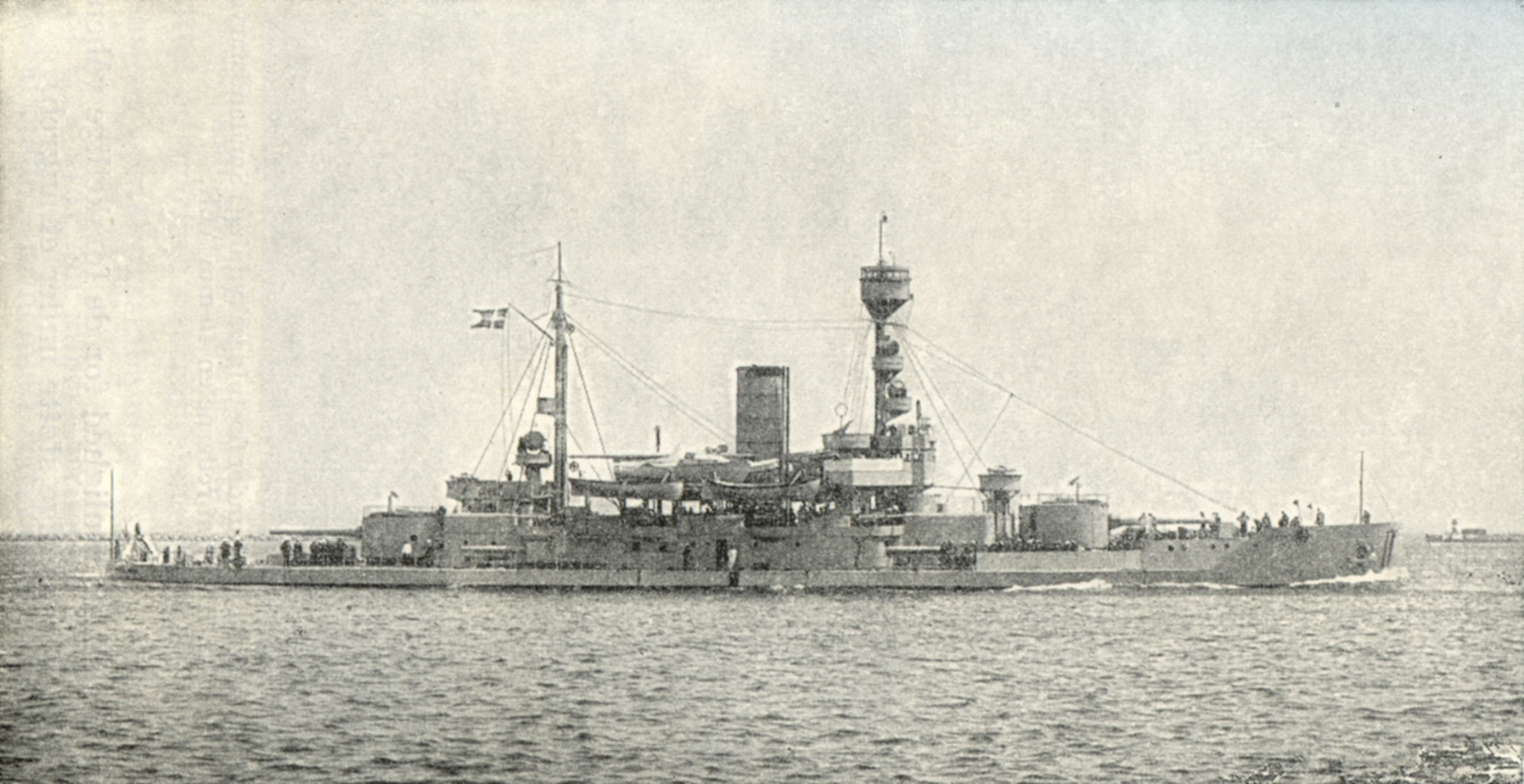
「ピーザ・スクラム」（1939年）

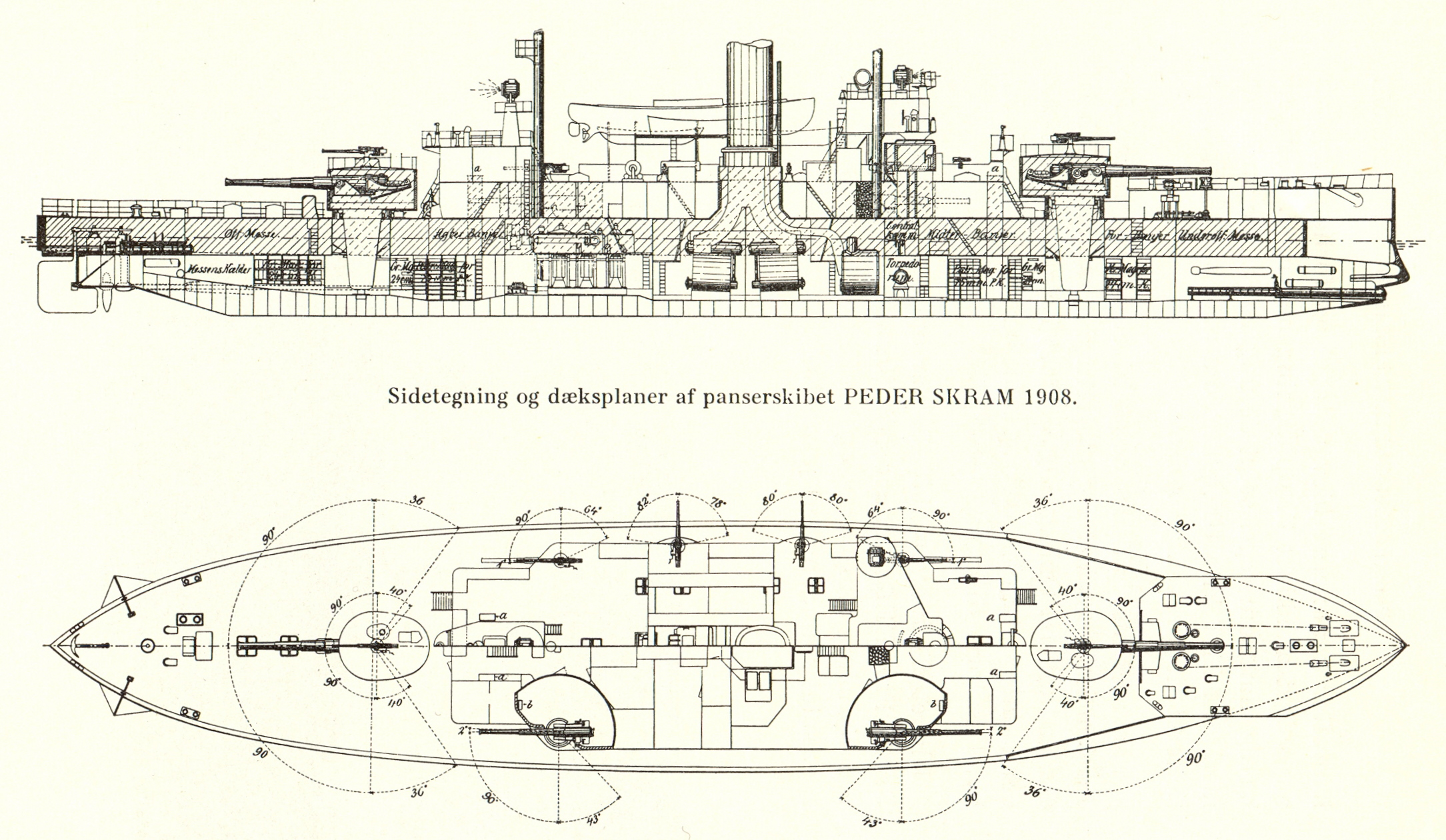
「ピーザ・スクラム」の図面

ピーザ・スクラム (Peder Skram) はデンマーク海軍の海防戦艦。ヘアロフ・トロレ級。艦名は16世紀のデンマークの提督にちなむ。
コペンハーゲン海軍工廠で建造。1905年4月25日起工。1908年5月2日進水。1908年9月24日竣工。建造費は約700万クローネであった。
常備排水量3735トン、満載排水量3785トン、全長87.40メートル、水線間長84.00メートル、幅15.70メートル、吃水5.0メートル。
主砲は24cm砲2門で、「ピーザ・スクラム」のものはボフォース43口径M/06型であった。射程は10キロメートルで、後に15.2キロメートルに伸びている。発射速度は毎分3発であった。副砲はボフォース50口径15cm砲4門。射程は10.0キロメートルで、後に14.3キロメートルに伸びている。発射速度は毎分7発。他に、55口径75mmM/7型薬莢砲10門を搭載した。また、45cm水中魚雷発射管を艦首と艦尾に1門と両舷に1門ずつ搭載した。1915年と1916年に主砲天蓋上の75mm砲が55口径75mm高角砲に換装され、1919年にも別の75mm砲2門が高角砲に換装された。後に、主砲上天蓋はマドセン75口径8mm機銃に換えられている。また、時期により20mm機銃や40mm機関砲が搭載されている。
機関は共にコペンハーゲン海軍工廠製の直立3気筒3段膨張式蒸気往復動機関2基、ソーニクロフト式水管缶6基で、出力5400指示馬力。2軸推進で速力16.0ノット。航続距離は9ノットで2620浬であった。
「ピーザ・スクラム」の水線装甲帯、砲塔、ケイスメイト外壁の装甲鈑はKCであった。水線装甲帯は厚さ155ミリメートルから195ミリメートルで、下部では厚さは半減していた。前方は艦首より5.5メートルの位置までで、そこに両装甲帯を繋ぐ厚さ175ミリメートルの装甲鈑があった。主砲塔は前190ミリメートル、横175ミリメートル、後ろ160ミリメートルで、バーベットは185ミリメートル。ケイスメイト側面は140ミリメートルであった。上甲板はニッケル鋼で、厚さは45ミリメートル。司令塔の装甲が190ミリメートルで、煙突基部が75ミリメートルであった。
1911年、ストックホルムを訪問。1912年、ハンブルクで死去した国王フレズレク8世の棺引き取りのため、「オルファト・フィシャ」、王室ヨットと共にトラフェミュンデへ向かう。1913年、フク・ファン・ホラント、ロッテルダムを訪問。1914年、「ヘアロフ・トロレ」とともにニューカッスルを訪問。同年、カルマルを訪問。1922年、「オルファト・フィシャ」とともにストックホルム、ダンツィヒを訪問。1935年、王室ヨット「ダネブロー」の護衛でストックホルムへ向かう。

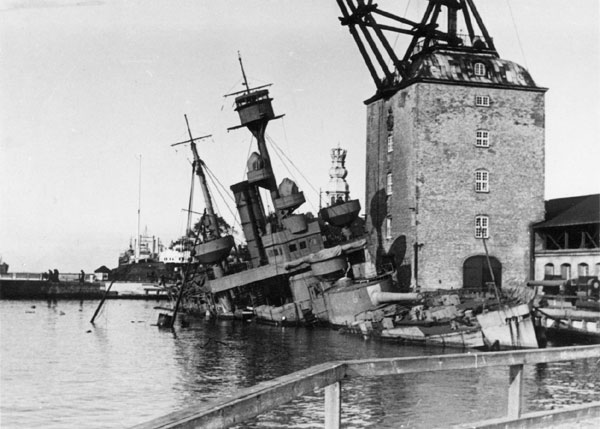
自沈した「ピーザ・スクラム」

1940年4月9日のドイツ軍によるデンマーク侵攻時は「ピーザ・スクラム」はフレズレクスハウンにあった。4月13日からはホーセンスで係留され、1941年6月11日にコペンハーゲンに移った。1943年8月29日、ニュホルム島で自沈。
1943年11月22日にドイツ軍が浮揚。15cm砲4門は取り外されてフェヌー島に設置されたが、主砲はそのまま残された。1943年から1944年の冬に艦はキールへ曳航された。防空艦への改装が計画されたが、実際に工事が行われることはなく、キール・フィヨルドで係留されて練習艦や対空砲台として使用されたようである。艦名は「Gefion」であったようである。1945年4月1日、フリードリヒショルトで空襲により沈没。
1945年9月に浮揚され、同月3日にコペンハーゲンに戻った。
1949年4月1日にスクラップとしてH. J. ハンスン社に売却され、1950年から解体が行われた。